# Шпак-білощок целебеський
Шпак-білощо́к целебеський (Basilornis celebensis) — вид горобцеподібних птахів родини шпакових (Sturnidae). Ендемік Індонезії.

## Опис
Довжина птаха становить 23-27 см. Забарвлення переважно чорне, кінчики пер мають зелений відблиск. На горлі, щоках і на боках є білуваті з охристим або рудим відтінком плями. На голові помітний фіолетово-синій чуб, у самців він більший. Хвіст чорний, блискучий, крила чорнувато-коричневі. Очі коричнювато-червоні, дзьоб світло-зеленувато-блакитний, лапи жовті. Молоді птахи мають шоколадно-коричневе забарвлення, на нижній частині тіла у них світлі смуги, плями на голові і боках у них не мають рудуватого відтінку.
Целебеским шпакам-білощокам притаманна багата вокалізація, що включає бурчання, пронизливий свист, пист і трелі.

## Поширення і екологія
Целебеські шпаки-білощоки мешкають на острові Сулавесі та на деяких сусідніх островах, зокрема на Лембе, Муні, Бутоні та на островах Тоґіан. Вони живуть у вологих рівнинних тропічних лісах, на уліссях і галявинах, в рідколіссях і саванах. Зустрічаються парами або невеликими сімейними зграйками, шукають їжу переважно в кронах дерев. Іноді приєднуються до змішаних зграй птахів, разом з сулавеськими майнами. Раціон целебеських шпаків-білощоків на 44% складається з плодів, а на 52% — з безхребетних, решта припадає на дрібних хребетних.